# Station Bidston
Bidston is een spoorwegstation van National Rail in Bidston, Wirral in Engeland. Het station is eigendom van Network Rail en wordt beheerd door Merseyrail. 